# Abaisteppe
Koordinaten: 50° 25′ N, 85° 5′ O
Die Abaisteppe (russisch Абайская степь) ist eine Talsteppe im Zentral-Altai zwischen den Ausläufern des Cholsun im Südwesten und dem Terekta-Kamm im Nordosten. Die Steppe erstreckt sich auf einer Höhe von ungefähr 1100 Metern mit einer Länge von 25 Kilometern und einer Breite zwischen 6 und 9 Kilometern. Sie wird von den Flüssen Koksa, Abai und Aksas aus dem Katunbecken bewässert und weist eine typische Steppenvegetation auf. Im nordwestlichen und westlichen Teil befinden sich Sumpfniederungen. Größtenteils wird die Steppe landwirtschaftlich genutzt.